# Dublu (film)
Dublu este un film românesc din 2016 regizat de Catrinel Dănăiață. Rolurile principale au fost interpretate de actorii Bogdan Dumitrache, Maria Dinulescu, Corina Moise.

## Distribuție
Distribuția filmului este alcătuită din:
- Răzvan Roxin — Vecinul
- Dorian Boguță — Bogdan
- Mădălina Craiu — Mica
- Nicodim Ungureanu — Taximetrist
- Cosmina Stratan — Gina
- Corina Moise — Corina
- Ștefana Samfira — Verișoara
- Ana Pasti — Mama fetiței
- Cristina Buscan — Vecina
- Radu Sebastian — Dudu
- Maria Dinulescu — Alina
- Angelina Pavel — Fetița
- Catrinel Dumitrescu — Mama lui George
- Silviu Geamănu — Coleg 1
- Armand Utma — Nicu
- Virgil Aioanei — Cătălin
- Iulian Nica — Chelner
- Teodor Corban — Tatăl lui George
- Edgar Nistor — Tatăl fetiței
- Andrei Mateiu — Mihai
- Bogdan Dumitrache — George
- Marius Galea — Emil
- Radu Bânzaru — Coleg 2